# ديفيد إم. والش
ديفيد إم. والش (بالإنجليزية: David M. Walsh)‏ هو مصور سينمائي أمريكي، ولد في 23 يوليو 1931 في كمبرلاند في الولايات المتحدة.

## وصلات خارجية
- ديفيد إم. والش على موقع IMDb (الإنجليزية)
- ديفيد إم. والش على موقع ألو سيني (الفرنسية)
- ديفيد إم. والش على موقع أول موفي (الإنجليزية)
- ديفيد إم. والش على موقع قاعدة بيانات الأفلام السويدية (السويدية)
- ديفيد إم. والش على موقع قاعدة بيانات الفيلم (الإنجليزية)
- ديفيد إم. والش على موقع كينوبويسك (الروسية)